# Алхазов, Яков Кайхосрович
Яков Кайхосрович Алхазов (Алхазишвили, Алхазян) (арм. Հակոբ Կայխոսրովի Ալխազյան, груз. იაკობ ქაიხოსროს ძე ალხაზიშვილი; 1 (13) января 1826 — 3 (15) ноября 1896) — русский военачальник, генерал от инфантерии (1891), участник Венгерского похода (1849), Крымской (Восточной) войны 1853-1856 гг. и Русско-турецкой войны 1877—1878 гг.

## Происхождение
Часть авторов называет Якова Алхазова армянином по происхождению, другая — грузином. Военачальник был армяно-григорианского вероисповедания. Алхазов и его братья посещали в Петербурге армянскую церковь Святой Екатерины на Невском проспекте, о чём свидетельствуют записи в церковной книге прихожан, где отчества у них были записаны как Кайхосровичи, так и Христофоровичи. По мнению автора книги «Участие армян в русско-турецкой войне 1877–1878 годов» В. Г. Крбекяна, вероисповедание свидетельствует об армянском происхождение генерала. По словам правнука, Георгия Алхазова, исследовавшего генеалогическое древо рода, генерал был армянином по национальности, но семейство его отца, Кайхосро Гавриловича Алхазова, жило в Грузии и получило грузинское дворянство.

## Биография
Родился 1 января 1826 года.
По окончании с отличием курса во 2-м кадетском корпусе, где имя его записано на мраморную доску, Алхазов 10 августа 1844 года был произведён в прапорщики лейб-гвардии Финляндского полка и 10 апреля 1848 года в подпоручики. Произведённый 3 апреля 1849 года в поручики Алхазов в том же году участвовал в Венгерском походе. 6 декабря 1853 года получил чин штабс-капитана.
Во время Крымской войны находился в составе войск, охранявших прибрежье Петербургской и Выборгской губерний от высадок союзного англо-французского флота. В 1856 году получил орден св. Станислава 3-й степени, в 1859 году — орден св. Анны 3-й степени и в 1861 году — орден св. Станислава 2-й степени. 30 августа 1860 года получил чин капитана.
В 1863—1864 годах Алхазов, будучи 19 февраля 1863 года произведён в полковники, участвовал в усмирении польского мятежа и за отличия был награждён орденами св. Владимира 4-й степени с мечами и бантом, св. Анны 2-й степени с мечами и императорской короной и св. Владимира 3-й степени.
12 мая 1864 года Алхазов был назначен командиром 4-го пехотного Копорского полка, 30 августа 1873 года произведён в генерал-майоры и назначен командиром 2-й бригады 19-й пехотной дивизии на Кавказ. В 1876 году получил орден св. Станислава 1-й степени.
В Русско-турецкую войну 1877—1878 годов Алхазов сначала был назначен начальником Кутаисского отряда (12 апреля 1877 года), а затем соединённых Кутаисского, Сухумского, Ингурского и Гурийского отрядов, с которыми усмирил волнения среди абхазов и заставил турецкий десант очистить Абхазию и всё Черноморское побережье Кавказа; в воздаяние этих заслуг Алхазов был награждён орденом св. Георгия 4-й степени
За очищение Абхазии и всего Кавказского прибрежья от неприятеля
За отличную храбрость и распорядительность в делах на р. Галидзге, и у м. Очамчиры получил орден св. Анны 1-й степени с мечами. После отплытия турок с берегов Кавказа Алхазов вошёл со своей бригадой в состав войск, действовавших на Кавказско-турецкой границе, и в сентябре 1877 г. участвовал в трёхдневном сражении на Аладжинских высотах с армией Мухтар-паши. В начале октября Алхазов принял участие во вторичном обложении Карса, командуя сперва Магараджикским и впоследствии Карсским отрядом, а 24 октября руководил усиленной рекогносцировкой юго-восточных фортов Карса. 6 ноября, при штурме этой крепости, он начальствовал над колонной, штурмовавшей форты Хафиз-паша и Карадаг. При взятии первого из этих фортов лично командовал батальоном Кутаисского полка и одним из первых вошёл в Карс. Будучи контужен в левый висок осколком гранаты, Алхазов должен был покинуть театр военных действий до окончания войны, за отличия в которой, кроме названных выше наград, получил 24 октября 1877 года чин генерал-лейтенанта и 19 декабря 1877 года орден св. Георгия 3-й степени № 556.
При взятии штурмом крепости Карса, в ночь с 5 на 6 Ноября 1877 года, начальствуя войсками, направленными на укрепление Хафис, и лично предводительствуя частью их на штурм, завладел этим укреплением
В Карсе одна из улиц в честь его была названа Алхазовской. Среди прочих наград за эту кампанию Алхазов имел ордена св. Анны 1-й степени с мечами и св. Владимира 2-й степени с мечами.
13 декабря 1878 года Алхазов был назначен начальником 41-й пехотной дивизии, 27 февраля 1883 года получил в командование Кавказскую гренадерскую дивизию, 6 июля 1885 года — 3-й армейский корпус и 30 августа 1891 года был произведён в генералы от инфантерии; 19 октября 1894 года он был назначен членом Военного совета.
Среди прочих наград Алхазов имел ордена Белого Орла (1882 год) и св. Александра Невского (1889 год, бриллиантовые знаки к этому ордену пожалованы в 1894 году).
Скончался 3 ноября 1896 года в Санкт-Петербурге.

## Награды

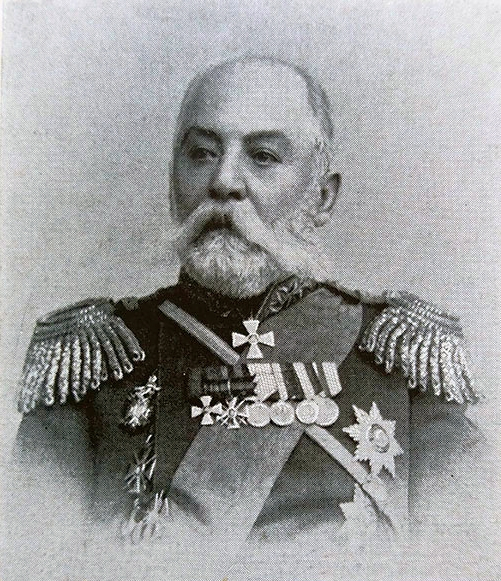
Алхазов Яков Кайхосрович

- Орден Святого Георгия 3-й ст. (1877)
- Орден Святого Георгия 4-й ст. (1877)
- Орден Святого Владимира 2-й ст. с мечами (1877)
- Орден Святого Владимира 3-й ст. с мечами (1864)
- Орден Святого Владимира 4-й ст. с мечами и бантом (1863)
- Орден Святого Александра Невского (1889)
- Бриллиантовые знаки к ордену Святого Александра Невского (1894)
- Орден Белого Орла (1882)
- Орден Святой Анны 1-й ст. с мечами (1877)
- Орден Святой Анны 2-й ст. с мечами (1863)
- Императорская корона к ордену Святой Анны 2-й ст. (1863)
- Орден Святой Анны 3-й ст. (1859)
- Орден Святого Станислава 1-й ст. (1876)
- Орден Святого Станислава 2-й ст. (1861)
- Орден Святого Станислава 3-й ст. (1856)
- Знак отличия «За XL лет беспорочной службы» (1886)
- Бриллиантовый перстень с вензелем императора Александра II (1868 и 1871)
- Прусский орден Красного орла 2 ст. со звездой (1878)
- Черногорская медаль (1878)